# سيمونيتا فسبوتشي

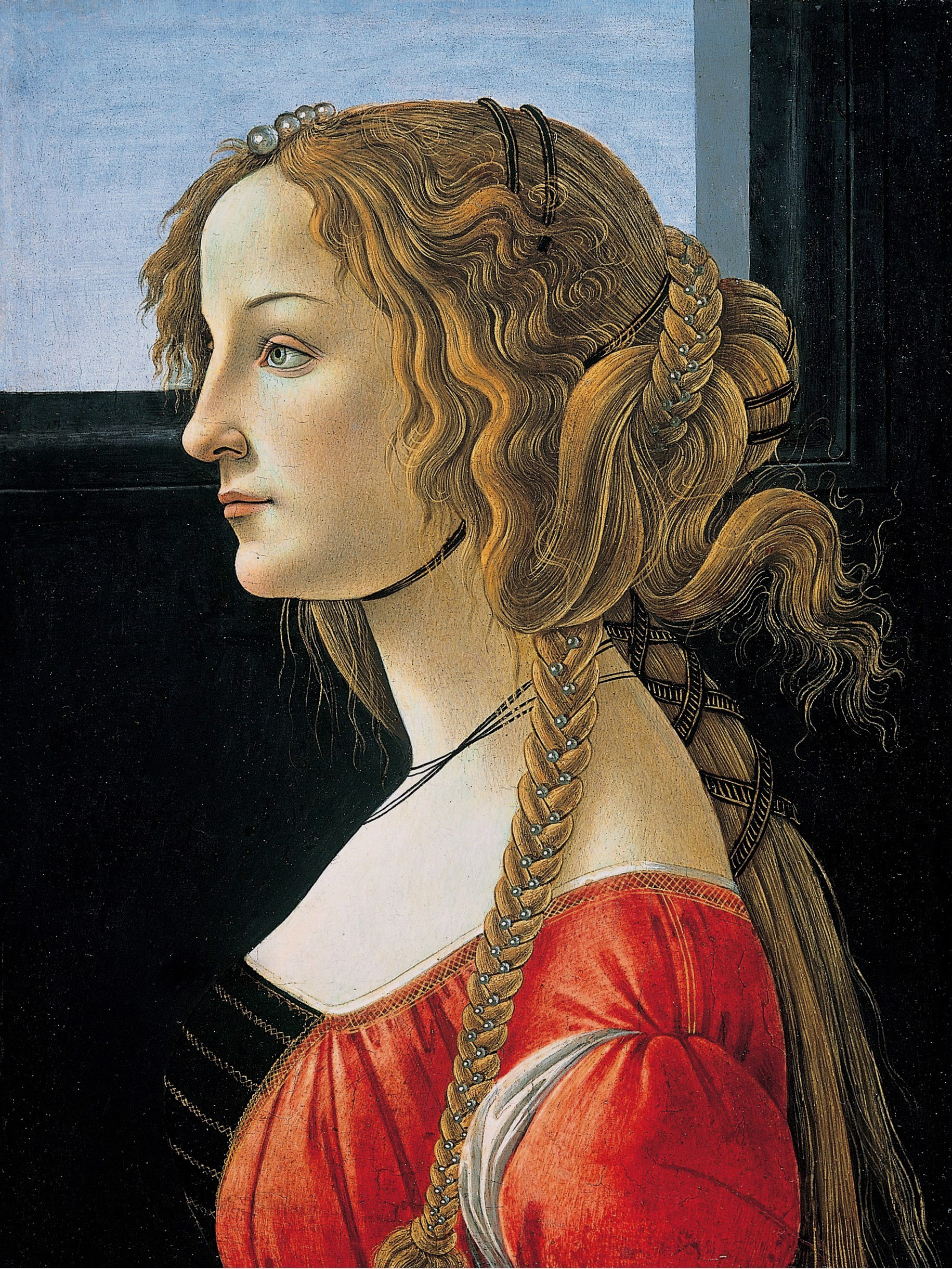
لوحة لسيمونيتا فسبوتشي (حوالي 1476-80) من أعمال ساندرو بوتيتشيلي

سيمونيتا فسبوتشي (1453 - 26 أبريل 1476)، الملقبة بيلا سيمونيتا، كانت سيدة نبيلة إيطالية من جنوة، وهي زوجة ماركو فسبوتشي من فلورنسا وابنة عم أميريجو فسبوتشي. اشتهرت بكونها أجمل إمرأة في عصرها في إيطاليا، ويُزعم أنها كانت نموذجًا للعديد من اللوحات التي رسمها ساندرو بوتيتشيلي، وبييرو دي كوزيمو، وغيرهم من الرسامين الفلورنسيين. اعترض بعض مؤرخي الفن على هذه الإسنادات، والتي ألقي اللوم في نشرها على الناقد الفيكتوري جون روسكن. يـُزعم أيضا أنها كانت عشيقة جوليانو دي ميديشي شقيق لورينزو الرائع الأصغر.[بحاجة لمصدر]

## السيرة
وُلـِدت سيمونيتا كاتانيو سنة 1453، ويختلف المؤرخون حول مسقط رأسها هل هو في جنوا أو فيتسانو في بورتوفينيري (يعني ميناء فينوس) التي ارتبط اسمها فيما بعد أسطورياً بولادة هذه الفينوس الحية (العائدة إلى زمن الرومان).

### الزواج
في أبريل سنة 1469 - بصحبة والديها غاسباري كاتانيو ديلا فولتا وكاتوكيا سبينولا - قابلت زوجها الشاب ماركو فسبوتشي، وهو ابن عم بعيد لأميريغو فسبوتشي، في كنيسة القديس توربيتي، بحضور الدويجي بييرو الثاني فريغوزو وكل الارستقراطية الجنوية.
تعتقد أوثق الروايات أن سيمونيتا رافقت والديها وهي فتاة صغيرة برفقة إلى المنفى في فيلا يملكها آل كاتانيو في فتسانو ببورتوفينيري. كانت أمها قد تزوجت أولا من باتيستا الأول فريغوزو (1380-1442) وأنجبت منه بنتاً تزوجت من ياكوبو الثالث أبيانو دوق بيومبينو. في المنفى حل آل كاتانيو أيضاً في بيومبينو بضيافة آل أبيانو حيث كان بييرو فسبوتشي، والد ماركو، كثيراً ما كان ينزل ضيفاً لأسباب تجارية. أتفق على زواج سيمونيتا وماركو في بيومبينو.
أرسـَل الوالد بييرو إبنه الزوج الشاب بييرو إلى جنوى قبيل فترة لدراسة أصول إدارة مصرف سان جورجو الذي كان وكيله غاسباري كاتانيو الذي شاهداً في سنة 1464 على منح جنوة إلى فرانشيسكو سفورزا دوق ميلانو. قـَبـِل آل كاتانيو بماركو فسبوتشي الذي أُغرِمَ بسيمونيتا، وكان الزواج نتيجة منطقية لسعي آل كاتانيو للارتباط بأسرة مصرفيين فلورنسية قوية ومقربةً من آل ميديشي. وكان سقوط القسطنطينية في الآونة الأخيرة وفقدان المستعمرات الشرقية قد أصاب أسرة كاتانيو بشكل مباشر.

### الوصول إلى فلورنسا
استقر الزوجان في فلورنسا. وقد تزامن وصولهما مع تعيين لورينزو الرائع رئيساً للجمهورية. استقبل الأخوان لورينزو وجوليانو الزوجين في قصر فيا غراندي ونظما حفلاً باذخاً على شرفهما في وليمة تكريم في فيلا كريدجي. تلاحقت سنوات قصيرة من الحفلات والاستقبالات في حياة مترفة كان مركزها البلاط الميديشي.
بـُلـِغـَت الذروة في بطولة جوليانو للفروسية التي أقيمت في ساحة سانتا كروشي عام 1475. جوليانو كما خلـّد ذلك أنجلو بوليزيانو في قصيدة، شارك وفاز لأن الجائزة كانت لوحة رسمها بوتيتشيلي لسيمونيتا. كانت سيمونيتا هي المنتصرة وأعلنت «ملكة البطولة». لقد تحصل جمالها الخارق ولطفها عند تلك اللحظة على كل شيء، وأولها جوليانو. أهدها لويجي بولشي بعض السونيتات الجميلة، كما احتفى بها أيضاً لورينزو الرائع في قصيدة.
ولكن اللوحة هي التي تركت شهادات عديدة ومدهشة عن هذه الفتاة التي ظلت تعتبر أجمل نساء عصر النهضة. توجد لوحة لها من أعمال بوتيتشيلي في متحف قصر بيتي بفلورنسا وأخرى لبييرو دي كوزيمو في مدينة شانتيلي الفرنسية بمعرض دوق أومال.

## الوفاة
توفيت سيمونيتا فسبوتشي بعد عام واحد فقط من المبارزة ليلة 26-27 أبريل 1476 وكانت في الثانية والعشرين من عمرها وقت وفاتها. حملت عبر المدينة في نعش مفتوح لإعجاب الجميع، وربما كانت هناك عبادة لها بعد وفاتها في فلورنسا. تزوج زوجها مرة أخرى بعد ذلك بوقت قصير. اغتيل جوليانو دي ميديشي في مؤامرة بازي في 26 أبريل 1478، أي بعد عامين من وفاة سيمونيتا.
تقليديا، كان يعتقد أن وفاتها كانت بسبب مرض السل. في عام 2019، جادل فريق من المؤرخين الطبيين بأن الصور المفترضة لسيمونيتا تظهر دليلاً على أنها عانت من ورم في الغدة النخامية يفرز البرولاكتين وهرمون النمو؛ أدت الزيادة في حجم الورم في النهاية إلى وفاتها.

## معرض صور

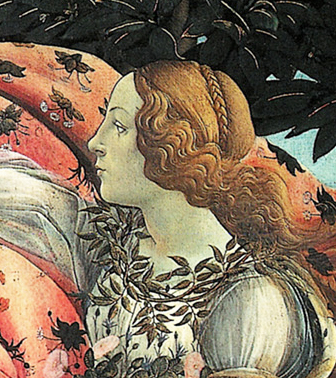
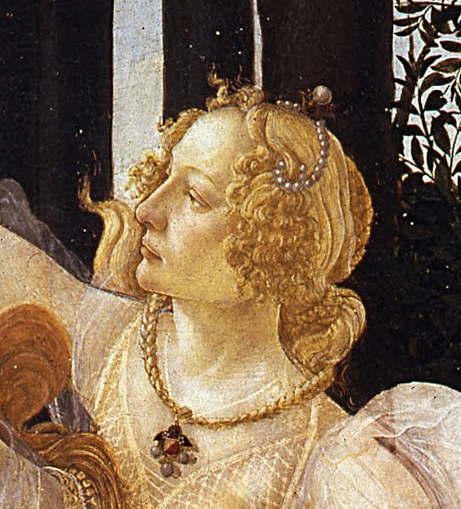
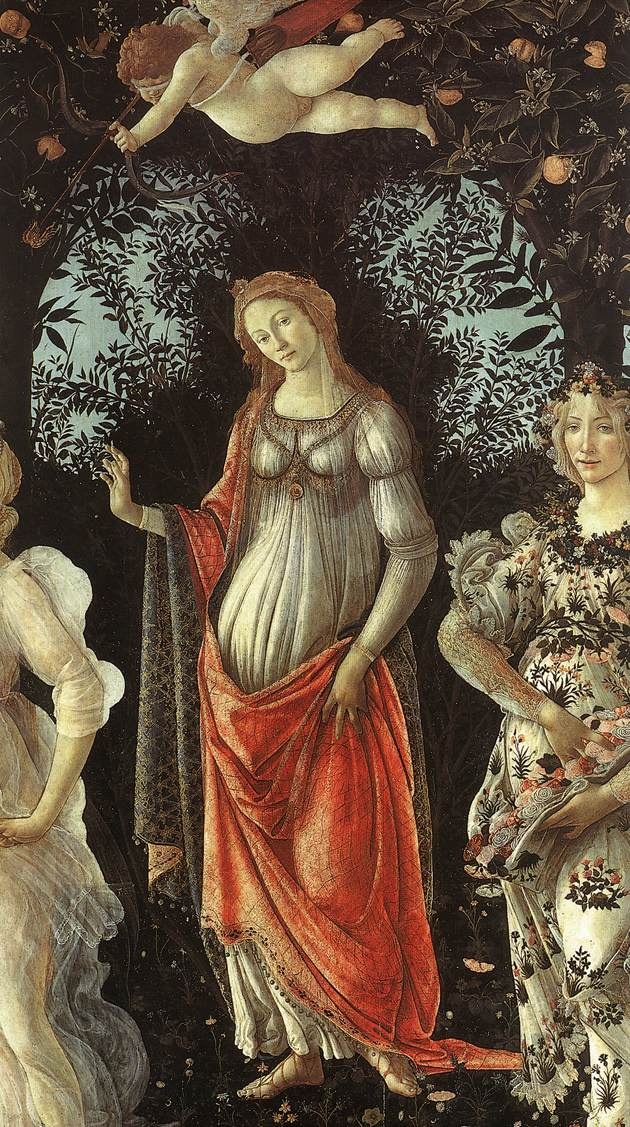